# Gloma fuscipes
Gloma fuscipes är en tvåvingeart som beskrevs av Axel Leonard Melander 1945. Gloma fuscipes ingår i släktet Gloma och familjen Brachystomatidae. Inga underarter finns listade i Catalogue of Life.